# George Hammond (diplomatico)
George Hammond (1763 – 1853) è stato un diplomatico britannico e ufficialmente il primo ministro plenipotenziario del Regno Unito presso gli Stati Uniti dal 1791 al 1795..

## Inizio della carriera
Hammond nacque nella contea East Riding of Yorkshire, figlio di William e Anne Hammond di Kirkella. Ricevette un'educazione umanistica, diventando Master of Arts e Fellow del Merton College di Oxford.
Hammond  partecipò ai colloqui di pace tra le 13 colonie degli Stati Uniti d'America e il Gran Bretagna che avrebbero dato luogo, successivamente, al Trattato di Parigi nel 1783, in qualità di segretario di David Hartley.
La permanenza a Parigi gli consentì di imparare un po' di francese.
Successivamente, Hammond fu nominato incaricato d'affari a Vienna dal 1788 al 1790,  trascorse parte del 1790 a Copenaghen,  e nel 1791 si ritrovò consigliere di legazione a Madrid . 

## Ministro plenipotenziario negli Stati Uniti
Nonostante le lamentele americane perché, nonostante la stipula del trattato di pace fra le due nazioni, la Gran Bretagna non avesse provveduto a nominare un inviato diplomatico, la decisione per gli inglesi non fu affatto semplice. Gli Articoli della Confederazione non prevedevano vi fosse una sede fissa del governo o un leader unico presso il quale accreditare un inviato, e pochi diplomatici qualificati desideravano l'incarico e il suo stipendio annuale di £ 2.500. David Hartley, lui stesso contattato per la posizione, raccomandò il suo ex segretario Hammond a Charles Jenkinson, che a sua volta passò il nome al neo-nominato ministro degli Esteri William Grenville. A Hammond fu presto assegnato l'incarico, si imbarcò su una nave per Filadelfia nel settembre 1791 insieme a Edward Thornton, segretario della legazione, e arrivò cinque settimane dopo, il 20 ottobre.
Hammond incontrò dapprima il solo Segretario di Stato Thomas Jefferson, mentre aspettò di presentarsi formalmente al Presidente George Washington solo dopo la nomina del diplomatico americano per la Gran Bretagna.  A partire dall'11 novembre 1791, data in cui venne ricevuto da G. Washingthon si stabilrono formalmente le relazioni tra i due paesi.
Sebbene Hammond abbia descritto la sua situazione come "nuova, critica e piuttosto imbarazzante", ha anche affermato che "se accettassi un quarto degli inviti a cena e ai ricevimenti che ricevo avrei poco tempo per gli affari", e ha detto delle famiglie più importanti che "ho ragione di pensare che la maggior parte di loro siano lealisti nel profondo".
Hammond ebbe quattro figli: William Andrew, George, Margaret, Edmund.  Anche suo figlio, Edmund Hammond, sarebbe entrato a far parte del Ministero degli Esteri.
Hammond lasciò il suo incarico il 14 agosto 1795, facendosi sostituire da Phineas Bond, console generale a Filadelfia, che rimase in carica fino all'arrivo in America di Robert Liston.

## Carriera successiva
Dopo il suo ritorno dagli Stati Uniti, Hammond divenne sottosegretario al Ministero degli Esteri. In questa posizione divenne amico di Grenville e di incontrare George Canning. Canning nel 1797 fondò il giornale Anti-Jacobin di cui Hammond fu co-redattore. Hammond in seguito avrebbe ricevuto uno o due incarichi diplomatici ulteriori nell'Europa continentale e, intorno al 1810, fu nominato commissario per l'arbitrato delle indennità rivoluzionarie e, come tale, trascorse molti anni vivendo alternativamente fra Londra e Parigi.
Hammond morì nel 1853 all'età di ottantanove o novanta anni.